# آغا حسين الخنساري
آغا حسين بن جمال الدين محمد الخنساري (الفارسية: آقا حسین خوانساری)، المعروف بمحقق الخنساري (الفارسية: محقق خوانساری) ويُعرف أيضًا باسم " أستاذ الكل في الكل" الملقب بـ " تلميذ البشر" لكثرة أساتذته الذين اكتسب العلم عندهم، كان من كبار فقهاء إيران في مدرسة أصفهان الفقهية (وُلد سنة 1607 في خنسار، وتوفي سنة 1687 في أصفهان) في القرن الحادي عشر الهجري، وكان مشتغلًا بالفلسفة والحكمة أيضًا. كان من كبار العلماء في عهد السلطان سليمان الصفوي وبعد وفاة مير سيد محمد معصوم سنة 1683 أصبح شيخ الإسلام في أصفهان. أبناؤه هم جمال الدين محمد المعروف بآغا جمال الخنساري وراضي الدين محمد المعروف بآغا رازي الخنساري.

## الحياة والتعليم

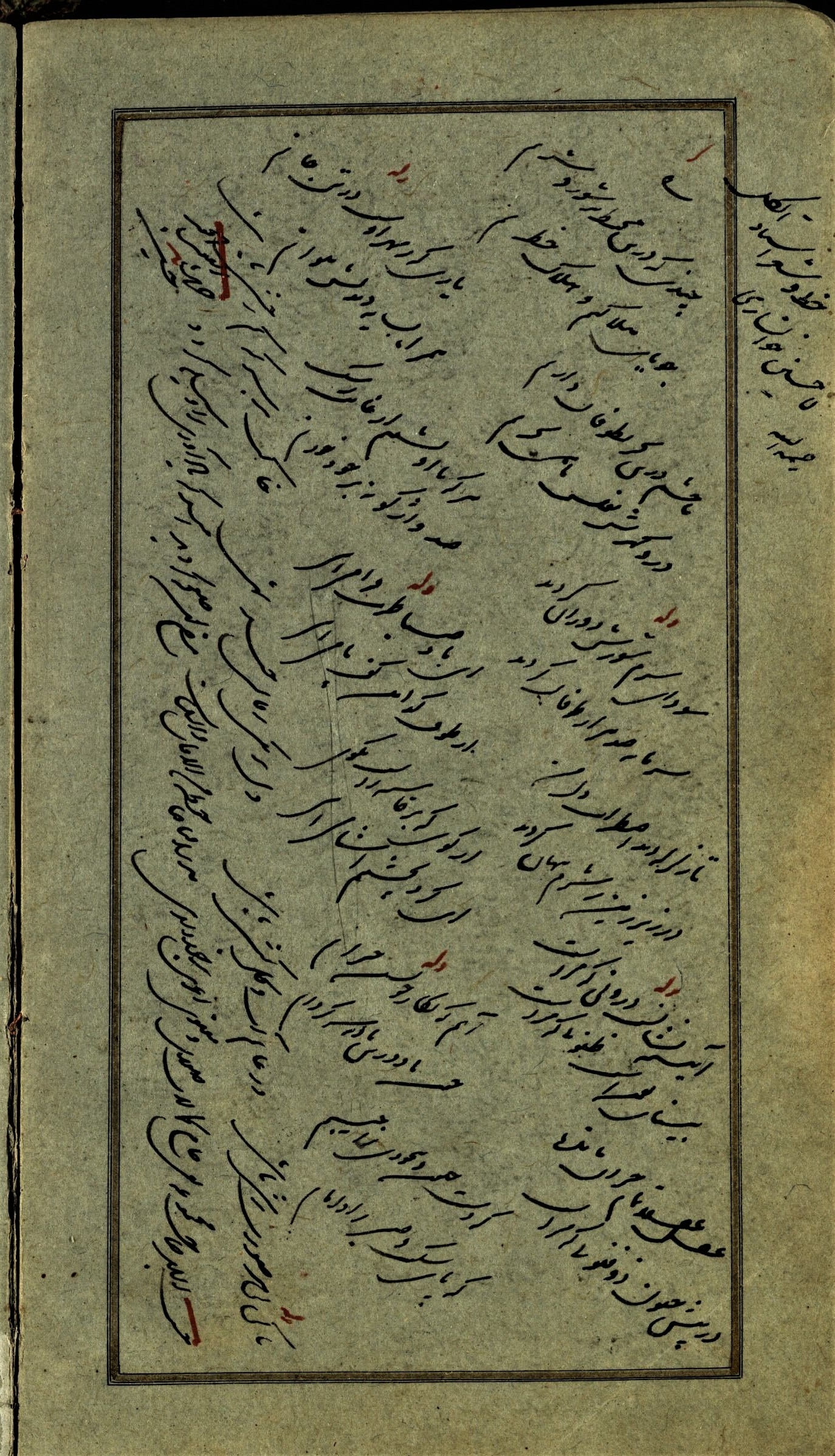
مخطوطة إسلامية (قصيدة) للأغا حسين الخنساري

وُلد آغا حسين الخنساري عام 1607 في خنسار الإإيرانية. قبل بلوغه سن البلوغ، ذهب آغا حسين إلى أصفهان لدراسة العلوم الإسلامية ودرس في مدرسة خواجه ملك في حوزة أصفهان. وفي أصفهان استغل وجود العديد من الأساتذة، ولهذا السبب أطلق على نفسه لقب "تلميذ البشرية" وهو ما يشير إلى تعدد أساتذته.
درس العلوم العقلية على يد مير فندريسكي والعلوم التقليدية على يد محمد تقي مجلسي وخليفة سلطان ومحمد باقر السبزواري وحيدر خانصاري وآغا حسين خانصاري، وكان له إجازات مهمة في مراجعة وإصدار المحتوى العلمي الإسلامي، بما في ذلك إذن حوالي 20 صفحة من محمد تقي مجلسي. ورغم أنه عانى من الفقر أثناء دراسته، إلا أنه وصل في النهاية إلى مرحلة عهد إليه فيها الشاه سليمان بمنصب نائب الملك والإشراف على الملكية ورعاية شؤون الدولة. كان بارعًا في العلوم العقلانية والتقليدية، ووفقًا للميرزا عبدالله أفندي أصفهاني، كان "مؤيدًا للعلماء".

## من وجهة نظر الآخرين
قال علي خامنئي، المرشد الأعلى الحالي لإيران، عن عائلة خنساري:
"لا شكّ أنّه في قائمة هذه النجوم المجهولة في سماء العلم والثقافة، تتبوأ أسرة الخوانساري العظيمة، وبالأخصّ العلّامة البارز والفريد، المرحوم آقا حسين الخوانساري، وابنه الفقيه الحكيم الجليل، المرحوم آقا جمال الخوانساري، مكانة مرموقة.
ويكفي في بيان عظمة ومقام المرحوم آقا حسين الخوانساري، أن كبار العلماء أمثال الوحيد البهبهاني والشيخ الأنصاري قد وصفوه بألقابٍ مثل «الباحث» و«الأستاذ المطلق في كلّ شيء» ونحوها.
لقد كان هو وابنه من الحكماء، والفقهاء، والأصوليين، والمتكلمين، والرياضيين، ورواة الحديث، والكتّاب، وقد أسهموا إسهامًا كبيرًا في ازدهار الحركة الثقافية والعلمية في أصفهان خلال العصر الصفوي، في منتصفه ونهايته.
ورغم أن بعض مؤلفاتهم الفقهية قد استفاد منها العلماء، فإنّ مجموع آثارهم لم يُقدَّم إلى أهل العلم بالشكل اللائق والمقبول حتى اليوم."— مؤتمر تكريمي للباحثين آغا حسين وآغا جمال وآغا رازي الخانساري (20 أيلول 1999)
قال مرتضى مطهري عن آغا حسين الخنساري:
"آقا حسين الخوانساري، المعروف بـ «المحقّق الخوانساري»، تخرّج في المدرسة العلمية بأصفهان، وكان ذا معرفة واسعة في العلوم العقلية والنقلية.
وأشهر مؤلفاته في الفقه هو كتاب «مشارق الشموس»، وهو شرح لكتاب «الدروس» للشهيد الأول محمد جمال الدين المكّي العاملي."— كتاب فهم العلوم الإسلامية (1979)

## النشاط السياسي والاجتماعي
كان للآغا حسين خونساري مكانة خاصة في حكومة شاه سليمان، حتى أنه عندما سافر الشاه، طلب من الآغا حسين خونساري إدارة شؤون الحكومة كنائب له؛ وقد قبل الآغا حسين خونساري ذلك.
ومن السمات البارزة الأخرى للآغا حسين خانساري ملاذه للفقراء والمحتاجين، وبذل جهودًا كبيرة لتلبية احتياجات الناس.

## المسيرة الدينية
قام آغا حسين خنساري بالتدريس في كل من الفئات العقلانية والتقليدية وقام بتدريب طلاب بارزين في مجال العلوم الإسلامية، بما في ذلك:
- الحر العاملي
- نعمت الله جزائري
- محمد باقر المجلسي
- محمد صالح حسيني خاتون آبادي، الذي درس معه لمدة عشرين عامًا.
- محمد باقر حسيني خاتون عبادي
- آغا جمال الخنساري ابنه.
- آغا رازي الخنساري ابنه الآخر.[15]
- الشيخ جعفر قاضي [16]
- ميرزا محمد بن حسن الشيرواني [17]
- الملا محمد جعفر سبزيوري [18]
- محمد بن عبد الفتاح التنكابوني
- علي رضا الشيرازي، الشاعر العظيم.[19]
- ميرزا عبد الله أفندي

## فهرس
كان آغا حسين خنساري كاتبًا غزير الإنتاج وترك العديد من الأعمال. يمكن تقسيم كتاباته إلى ثلاث فئات:

### الأعمال المطبوعة
- مشارق الشموس في شرح الدروس: كتابه المشهور في الفقه الإسلامي، وهو شرح على كتاب الدروس لمحمد جمال الدين المكي العاملي (1334-1385). هذا الكتاب غير مكتمل ولم ينجح الآغا حسين الخنصاري في إكمال بيان أخبار الأئمة الاثني عشر وأقوال الفقهاء الاثني عشر في كل باب.[20] ويقول محمد باقر الخنصاري في كتابه روضة الجنات أن هذا الكتاب فريد من نوعه من حيث كثرة البحوث فيه.[21] لقد تم نشر هذا الكتاب مرتين في عامي 1888 ثم 1893 في طهران.
- تعليق لحواشي محمد باقر سبزواری: تعليق على كتاب الحواشي للمؤلف محمد باقر السبزواري، طهران، 1899
- الرسالة في مقدمة الحاجب: إيران، 1899 [22]

### المخطوطات
- حاشية على الإشارات
- إنشاء حول حرمة الخمر
- حاشية على شرح التجريد لعلّامة الحلّي
- حاشية على المحاكمات
- حاشية على إلهيات الشفاء
- إنشاء في تعريف الربيع
- حاشية على المطوّل
- حاشية على مختصر الأصول
- رسالة في الإجماع
- تعريف الكلام
- شبهة الطفرة
- فائدة في علم الباري تعالى
- رسالة في الخمس
- حلّ الشك في تقسيم الجسم إلى ما لا نهاية

### الأعمال المنسوبة
- المائدة السليمانية: حول الأطعمة والأشربة المخصصة للشاه سليمان الصفوي
- ترجمة الصحيفة السجادية إلى الفارسية
- رسالة في الجبر والاختيار
- الجواهر والأعراض
- شرح كافية ابن حاجب
- شرح هيئة قوشجي الفارسي
- رسالة في شبهة الإيمان والكفر
- رسالة في شبهة الاستلزام
- رسالة في التشكيك
- ترجمة كتاب نهج الحق لعلّامة الحلّي إلى الفارسية من أجل الشاه سليمان الصفوي
- تفسير سورة الفاتحة
- حاشية على شرح حكمة العين

## الوفاة

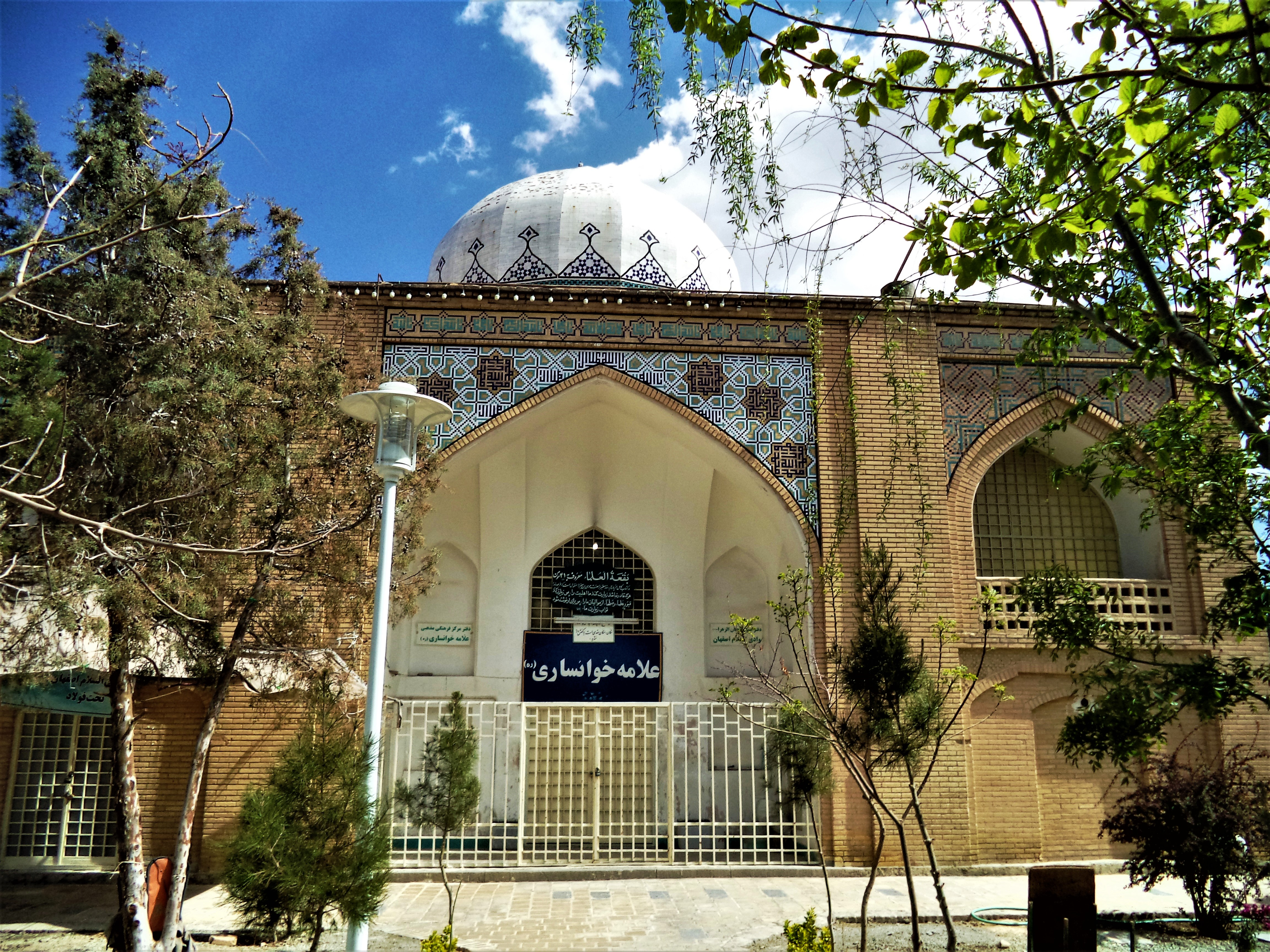
ضريح آغا حسين خانساري ، تخت فولاذ، أصفهان ، إيران

توفي في 13 مايو 1687 عن عمر يناهز اثنين وثمانين عامًا في أصفهان ودُفن في مقبرة تخت فولاد بالقرب من قبر بابا ركن الدين شيرازي. كما دفن هناك أبناؤه آغا جمال الدين وآغا راضية الدين في مقبرة تسمى ضريح الخنساري.

## طالع أيضًا
- محمد إبراهيم الكلباسي
- ميرزا يي قمي
- زكريا بن إدريس الأشعري القمي
- سيد محمد حجة كوه كماري
- أحمد بن إسحاق الأشعري القمي
- زكريا بن آدم الأشعري القمي
- السيد إبراهيم إستهبناتي
- آقا نجفي قوشاني

## روابط خارجية
- داس جرابمال فون آغا حسين خانساري - ثقافة إيران
- تخت فولاذ - ضريح آغا حسين الخنساري